# 曼苏尔·瓦托
曼苏尔·艾哈迈德·瓦托 (1939年8月14日—) 是一位巴基斯坦政治家。他于1985年首次当选为旁遮普省议会的议长，按人口计算，旁遮普省是巴基斯坦最大的省。 他三次当选同一职位，1993年以巴基斯坦穆斯林联盟（居内久派）党员的身份获得了旁遮普首席部长的职位，在联邦政府和省政府之间的一系列拉锯战之后，瓦托不得不在任期之间两次离任，直到1996年11月16日正式离任。瓦托在1995年成立了巴基斯坦穆斯林联盟（领袖派），当时他与之前的政党(当时的PML)分离，但该党无法在国家政治中拥有重大影响力。
2008年5月，瓦托和他的同伙离开巴基斯坦穆斯林联盟，加入巴基斯坦人民党 并担任巴基斯坦国家和边境地区部部长，他还领导巴基斯坦人民党的旁遮普临时分会，但在旁遮普2013年巴基斯坦大选见证了一场彻底的失败，在那里，板球运动员出身的政治家伊姆兰·汗的中翼政党巴基斯坦正义运动挑战了巴基斯坦穆斯林联盟（谢里夫派），并培养了一批追随者。他在选举后不久提交了辞呈。 但在人民党旁遮普执行委员会的建议下，他继续留任直到扎尔达里任满。